# Beaufortia niulanensis
Beaufortia niulanensis är en fiskart som beskrevs av Chen, Huang och Yang 2009. Beaufortia niulanensis ingår i släktet Beaufortia och familjen grönlingsfiskar. Inga underarter finns listade.